# Aristolochia thwaitesii
Aristolochia thwaitesii Hook. – gatunek rośliny z rodziny kokornakowatych (Aristolochiaceae Juss.). Występuje endemicznie w południowo-wschodnich Chinach, w specjalnych regionach administracyjnych Hongkong i Makau oraz w prowincjach Guangdong i Hajnan.

## Morfologia
PokrójPółkrzew o zimozielonych, wyprostowanych i lekko owłosionych pędach.
LiścieMają łyżeczkowaty, lancetowaty lub podłużnie lancetowaty kształt. Mają 10–15 cm długości oraz 2,5–3 cm szerokości. Są skórzaste. Nasada liścia ma prawie stożkowaty kształt. Z ostrym lub prawie spiczastym wierzchołkiem. Od spodu są owłosione i mają brązową barwę. Ogonek liściowy jest lekko owłosiony i ma długość 1 cm.
KwiatyZygomorficzne. Zebrane są po 3–7 w gronach. Mają żółtozielonkawą barwę. Dorastają do 15–25 mm długości i 5–10 mm średnicy. Mają kształt wygiętej tubki. Wewnątrz są owłosione i mają brązową barwę. Podsadki mają lancetowaty kształt.
OwoceTorebki o jajowato kulistym kształcie. Mają 3–5 cm długości i 2–2,5 cm szerokości. Pękają u podstawy.

## Biologia i ekologia
Rośnie w zaroślach, bambusowiskach oraz na skałach. Kwitnie od kwietnia do maja, natomiast owoce pojawiają się od sierpnia do września.

## Ochrona
W Czerwonej księdze gatunków zagrożonych został zaliczony do kategorii VU – gatunków narażonych na wyginięcie.